# PriPara
PriPara (プリパラ, Puripara), abreviação de Prism Paradise, é um jogo arcade de Takara Tomy e o sucessor da série de jogos arcade Pretty Rhythm. Uma adaptação em anime da OLM, Inc., Tatsunoko Production e DongWoo A&E foi transmitida de 5 de julho de 2014 a 28 de março de 2017. Uma segunda série animada, Idol Time PriPara, foi ao ar no dia 4 de abril de 2017 e foi sucedida por Kiratto Pri Chan em 2018.

## Mídia

### Jogo arcade
PriPara é um jogo de ritmo que foi desenvolvido por Syn Sophia. Um jogador pode criar um personagem e progredir executando shows ao vivo.

### Animes e filmes
Uma adaptação para anime de Tatsunoko e DongWoo A&E foi ao ar na TV Tokyo e em outras emissoras TXN de 5 de julho de 2014 a 28 de março de 2017. Foi sucedido por Idol Time Pripara em 4 de abril de 2017. Na primavera de 2015, a série também pôde ser vista em três estações da JAITS em Nara (TVN), Shiga (BBC) e Wakayama (WTV). Durante o segundo arco da primeira temporada, a série começou a ser exibida na emissora afiliada da FNN Sendai Television. Em 5 de julho de 2015, PriPara começou a ser exibido na SATV, afiliada da ANN.
Um filme animado, PriPara the Movie: Everyone, Assemble! Prism ☆ Tours, foi lançado em março de 2015. Um segundo filme (Fly Out, PriPara: Aim for it with Everyone! Idol☆Grand Prix) foi lançado em 24 de outubro daquele ano, e um terceiro filme (PriPara: Everyone's Yearning Let's Go☆PriPari) foi lançado em 12 de março de 2016. Um piloto dublado em inglês foi produzido pela William Winckler Productions em 2017.

### Mangá
Uma adaptação de mangá por Hitsuji Tsujinaga começou a serialização na revista de mangá shōjo da Shogakukan, Ciao, em julho de 2014.